# Tatort: Schuldlos schuldig
Schuldlos schuldig ist eine Folge der ARD-Krimireihe Tatort. Die vom Sender Freies Berlin (SFB) produzierte Episode hatte am 28. Februar 1988 Premiere. In seinem vierten Fall muss Kriminalhauptkommissar Bülow den Todesfall an einer jungen Frau aufklären, die auf einem Giftmüll-LKW gefunden wird.

## Handlung
In einer Firma für elektronische Geräte erwischt der Sicherheitschef Dieter Meurer seine junge Kollegin Claudia Lorek nach Feierabend zufällig dabei, wie sie vertrauliche Unterlagen abfotografiert, lässt sich aber nichts anmerken. Am Abend übergibt Claudia diese Unterlagen in einem Restaurant ihrem Verbindungsmann Bruno Schlosser, der für die Staatssicherheit der DDR arbeitet. Durch eine Überbuchung des Restaurants werden Bülow und Sonja zu den beiden an den Tisch platziert. Da Claudia Schlosser vorspielt, mit Bülow und Sonja befreundet zu sein, bringt sie Schlosser dazu, das Restaurant ohne sie zu verlassen. Schlosser wartet vor dem Restaurant und folgt ihr. Er drängt Claudia dazu, mit ihm nach Ost-Berlin zu ihren Auftraggebern zu fahren, was Claudia allerdings ablehnt. Ihr Freund, der verheiratete Armin Denzel, beobachtet Claudia und Schlosser vor dem Haus und reagiert eifersüchtig. Claudia drängt Denzel dazu, seine Familie zu verlassen und mit ihr aus West-Berlin wegzugehen. Sie müsse dringend weg, sonst sei sie erledigt. Denzel macht ihr klar, dass er seine Mikrochip-Firma, die gerade expandiere und die ein Zuliefererbetrieb von der Firma ist, in der Claudia arbeitet, nicht aufgeben könne. Zudem sei er nicht mehr darauf angewiesen, dass Claudia ihm heimlich Aufträge zukommen ließe.
Kurz darauf erfährt Denzel, dass das Grundstück, das er vom Senat für seine Expansion gekauft hat, mit Sondermüll kontaminiert ist und teuer saniert werden muss. Die Kosten trägt zwar der Senat, aber die Sanierung kostet wegen der Sondermüllentsorgung in die DDR Zeit, die Denzel wegen seines Auftrages nicht hat. Dieter Meurer macht Claudia unterdessen klar, dass er sie am Vorabend bei ihrer Werksspionage beobachtet hat und erpresst sie nun, mit ihm ins Bett zu gehen, damit er sie nicht verrate. Sie lässt sich scheinbar darauf ein, trifft sich aber anschließend mit Schlosser und verlangt von der Stasi DM 100.000, damit sie untertauchen kann. Schlosser stimmt zu und sie vereinbaren die Geldübergabe für den nächsten Tag. Denzel, der sich mit seinem Auftraggeber darauf verständigt hat, mehr Zeit für die Erfüllung des Auftrags zu bekommen, arrangiert derweil, dass die Sanierungsarbeiten in einem Drittel der Zeit ausgeführt werden können. Meurer versucht am Abend, Claudia aufzusuchen, doch diese verweigert ihm den Zutritt zu ihrer Wohnung. Meurer erhöht am nächsten Tag den Druck auf Claudia. Denzel muss in der Zwischenzeit feststellen, dass die Sanierungsarbeiten viel zu langsam vorangehen, um seinen Zeitplan einzuhalten.
Schlosser, mit dem sich Claudia auf der Siegessäule trifft, hat das Geld für Claudia nicht beschafft und möchte, dass sie in den Osten überläuft. Sie lehnt jedoch ab und besteht auf einer Geldübergabe in ihrer Wohnung. Schlosser sagt für die Übergabe am Abend zu. Auch am Abend hat Schlosser kein Geld für Claudia, sondern möchte sie gewaltsam in den Osten entführen. Meurer, der Claudia nachstellt, geht dazwischen. Nachdem Schlosser vertrieben zu sein scheint, lässt Claudia Meurer stehen und fährt in ihrem Auto davon, allerdings folgt Schlosser ihr. Claudia sucht, beobachtet von Armins Frau Gaby, die aufgrund der vermehrten anonymen Anrufe von Claudia Verdacht geschöpft hat, ihren Geliebten Armin spätabends in dessen Firma auf. Gaby weiß nunmehr, dass ihr Mann sie betrügt. Armin macht mit Claudia endgültig Schluss, doch diese verlangt DM 100.000 von ihm. Aufgrund seiner derzeitigen finanziellen Situation kann er ihr jedoch nichts zahlen. Als sie aus der Firma kommt, wird sie von einer unbekannten Person überfallen. Gaby Denzel, die inzwischen nach Hause zurückkehrt, nimmt ihre Töchter, die während ihrer Abwesenheit auf die Straße gelaufen sind, von einer Nachbarin entgegen. Armin findet vor seiner Firma Claudia leblos vor. Während er die Leiche von Claudia in der zu entsorgenden Erde seines kürzlich gekauften Grundstücks entsorgt, wobei er von seinem Angestellten Paul Gerlitz beobachtet wird, dringt ein Unbekannter in Claudias Wohnung ein und entwendet Beweismittel ihrer Spionagetätigkeit.
Am nächsten Morgen, als die Fuhre mit der kontaminierten Erde gerade abtransportiert werden soll, tätigt Gerlitz, gedrängt von seiner Frau Anna, einen anonymen Anruf bei der Polizei. Der LKW kann dadurch noch vor der Grenze gestoppt und sichergestellt werden. Bülow stellt fest, dass die Tatsache, dass die Leiche auf diesem Weg entsorgt werden sollte, den Täterkreis erheblich einschränke, da nur wenige Personen von der Giftmüllentsorgung in die DDR wüssten. In der Gerichtsmedizin erfahren Bülow und Öllerink, dass die Frau erschlagen wurde, der Schlag war sofort tödlich. Bülow erkennt in Claudia die Frau aus dem Restaurant, ihren Nachnamen weiß er allerdings nicht mehr. Unterdessen sagt der LKW-Fahrer Günter Bauschke Leuschner gegenüber aus, dass er die Fuhre von der Firma Denzel abgeholt hatte, weitere Hinweise kann er nicht liefern. Aufgrund von Blut- und Schleifspuren kann der Tatort vor der Firma Denzel lokalisiert werden, Denzel gibt sich betroffen und komplett ahnungslos. Ohne zu wissen, dass sein Angestellter Paul Gerlitz ihn beobachtet hatte und der anonyme Hinweisgeber war, gibt er den Beamten den Namen seines Nachtwächters preis. Der Baggerfahrer Klaus Sachse sagt gegenüber den Beamten aus, dass Denzel am Vortag besonders nervös gewesen sei.
Gerlitz, der zunächst ahnungslos tut, wird von Bülow mit der Aufzeichnung seines Anrufs bei der Polizei konfrontiert. Daraufhin gibt Gerlitz zu, dass er der Anrufer war. Denzel will er nicht erkannt haben. Er räumt allerdings ein, dass Denzel am Tatabend Besuch von einer Frau im Büro gehabt und dass er mit dieser gestritten hatte. Unterdessen erfährt Leuschner vom Arbeitgeber Claudias Auskunft über ihre Identität. Claudia Lorek stammte aus dem Osten und war eine Übersiedlerin. In Claudias Wohnung finden die Beamten ihren für eine Reise vorbereiteten Koffer sowie Hinweise darauf, dass jemand die Wohnung schon vor den Beamten durchsucht hatte. Weiterhin finden die Beamten einen Liebesbrief von Denzel an Claudia. Bülow und Leuschner nehmen Denzel vorläufig fest. In Claudias Banksafe finden die Beamten Wertpapiere in Höhe einer Viertelmillion D-Mark. Sie vermuten, dass dies Schmiergelder dafür waren, dass sie Denzel Aufträge zugeschanzt hatte. Zudem hatte Claudia Lorek über sechzig Mal im Jahr Besuche in Ost-Berlin durchgeführt. Kriminalrat Stegmüller gratuliert Bülow bereits zum gelösten Fall, doch Bülow hat noch Zweifel. Gaby Denzel gibt Bülow gegenüber kurz darauf an, dass sie nichts von der Geliebten ihres Mannes gewusst habe. Sie muss allerdings einräumen, das Haus kurzzeitig verlassen zu haben. Sonja weist Bülow am Abend darauf hin, dass Claudia in Begleitung eines Mannes war, den sie mit ihrer Hilfe loswerden wollte.
Denzels Rechtsanwalt Dr. Deyl informiert Gaby Denzel unterdessen darüber, dass der Auftraggeber seinen Auftrag an ihren Mann zurückgezogen und dass auch die Bank die Kreditzusage zurückgezogen hat. Somit ist der Konkurs von Denzels Firma unvermeidlich. Sonja besucht derweil „privat“ Frau Rente, die Tante Claudias in Ost-Berlin, um diese für Bülow nach Claudia zu befragen. Sonja gibt sich als Freundin von Claudia aus, Frau Rente gibt an, dass Claudia nur selten vorbeigekommen war und ihr dann jedes Mal vierzig Besuchszettel gegeben hatte, die sie für Claudia unterschreiben musste. Bülow vermutet daraufhin Spionage für den Osten, da der Betrieb, in dem Claudia angestellt war, elektronische Geräte auch für die Rüstung produziert. Dr. Deyl informiert Denzel darüber, dass er nahezu insolvent ist und seine Frau darüber hinaus die Scheidung eingereicht hat. Claudias Chef Herr Baumann sagt Bülow gegenüber aus, dass die Aufträge an Denzel ohnehin ausliefen und Claudia nur über den Sicherheitsbeauftragten Meurer Zugang zu geheimen Unterlagen hatte. Meurer tut Bülows Verdacht, dass Claudia Werkspionage betrieb, ab. Öllerink hat mittlerweile durch die Aussage der Nachbarin Denzels erfahren, dass Gaby Denzel nicht wie angegeben fünf Minuten, sondern ca. zwei Stunden aus dem Haus war. Damit konfrontiert, gibt sie an, dass sie Claudia in der Tatnacht bei ihrem Mann gesehen hatte. Bülow nimmt sich noch einmal Denzel vor, der weiterhin seine Unschuld beteuert. Denzel erklärt sein Verhalten mit Panik, er hatte sich an dem Tatabend allerdings die Autonummer eines Mannes notiert, der weggefahren war. Dies hatte er in seiner Panik vergessen.
Bülow und Öllerink gehen der Spur nach und treffen dabei als Halter des Wagens auf Schlosser. Bülow erkennt in diesem Claudias Begleiter aus dem Restaurant, woraufhin Schlosser flieht. Bülow kombiniert, dass Schlosser nach Ost-Berlin fliehen will und lässt den Grenzübergang kurzerhand abriegeln, so dass Schlosser festgenommen werden kann. Während Stegmüller erneut Bülow gratuliert, ist dieser noch immer der Überzeugung, nicht den richtigen Mörder zu haben. Bülow sucht Meurer auf, Schlossers Aussage und die Fingerabdrücke auf dem Eisenpfahl, mit dem dieser Claudia erschlagen hatte, haben ihn überführt. Meurer gesteht unter Tränen, während Denzel entlastet, aber wirtschaftlich und privat ruiniert ist. Als Bülow Denzel noch einmal aufsucht, findet er ihn erhängt vor.

## Entstehung & Kritik
Die Folge wurde im Zeitraum von Mai bis November 1986 in West-Berlin gedreht. Das Szenenbild verantwortete Olaf Schiefner und die Kostüme stammen von Brigitte Kocadag.
Die Kritiker der Fernsehzeitschrift TV Spielfilm beurteilen diesen Tatort mittelmäßig und kommentieren: „Zu viele Zufälle bestimmen den Fall“.